# Mostar
Mostar je grad u Bosni i Hercegovini. Smješten je na obalama rijeke Neretve i kulturno je i gospodarsko središte Hercegovine, a ujedno i najveći grad u Hercegovini. Mostar je upravno sjedište Hercegovačko-neretvanske županije te sveučilišno, kulturno, gospodarsko i političko središte Hrvata u Bosni i Hercegovini.
Grad je ime dobio po čuvarima mostova (mostarima) na obalama rijeke Neretve. Ubraja se u jedan od najljepših gradova u Bosni i Hercegovini. Neretvu premošćuje Stari most, koji se zajedno sa starim gradom od 2005. godine nalazi na popisu zaštićene kulturne baštine UNESCO-a.

## Zemljopis

### Položaj
Mostar se nalazi na jugu Bosne i Hercegovine, u središnjem dijelu Hercegovine. Gradsko područje Mostara, geografski se može opisati kao čvorište sjeverne, zapadne i istočne Hercegovine. Kroz središte grada se proteže kanjon Neretve, zbog čega je Mostar poznat kao "grad na rijeci Neretvi". Izgradnjom brane za HE Mostar na rijeci nastala je akumulacija Mostarsko jezero.
Nalazi se 132 km jugozapadno od Sarajeva te 57 km sjeveroistočno od Ploča. Nastao je na prijelaznom području iz niskoga hercegovačkoga krša u planinsko područje, gdje je stari trgovački put iz zaleđa prelazio Neretvu i nastavljao se prema moru. Mostar je značajno prometno čvorište. Nalazi se na željezničkoj pruzi Ploče (Hrvatska) – Sarajevo, a ima i zračnu luku. Jedinstvenu arhitektonsko-urbanu cjelinu čini dio nekadašnje čaršije s trgovinama, obrtničkim radionicama i sl. te prilaz, oko 20 m visokomu kamenom mostu iz 1566. (Stari most), koji je pod UNESCO-ovom zaštitom.
Mostar se proteže u tri kotline. Na sjeveru je Bijelo polje, u kojoj je smještena većina sjevernih prigradskih naselja. U središtu je Mostarska kotlina, u kojoj je smješten grad Mostar i većina zapadnih prigradskih naselja, a na jugu je Mostarsko polje (Bišće polje), u kojoj je smještena većina južnih prigradskih naselja i mostarska industrijska zona. Bišće polje je lokalni naziv za spomenutu kotlinu, dok se na različitim zemljovidima koristi naziv Mostarsko polje.
Najpoznatija brda oko mostarske kotline su: Hum, Brkanovo brdo, Galac, Orlovac, Mikuljača, Žovnica, Planinica i Fortica, a sam grad se nalazi na nadmorskoj visini 60-80 metara. Dvije planine koje se nalaze u blizini Mostara su Velež i Prenj. Kroz Mostar teku Neretva i Radobolja, a u bližoj okolici grada nalaze se: Drežanka, Buna, Bunica i Jasenica.

### Klima
Mostar ima umjerenu sredozemnu klimu s blažim, ali hladnim zimama (uz malo ili nimalo snijega), te u vrućim ljetima temperature u hladu mogu iznositi i do 45°C. Mostar je bio najtopliji grad u bivšoj Jugoslaviji, a danas u Bosni i Hercegovini, te je uz Atenu grad s najviše sunčanih dana u godini. Snijeg u Mostaru je rijedak. Zime u kojima se snijeg u Mostaru zadržao više od 15 dana bile su: 1955/56. (15 dana), 1962/63. (23 dana), 1984/85. (27 dana), 2004/05. (15 dana) i 2011/12. (26 dana).
Jedna od snježnijih zima bila je 1971. kada je izmjereno 37 cm snijega. Snježne zime bile su 1929., 1940. i 1956. godine. Mostar je bio potpuno blokiran 4. veljače 2012. godine. Snježno nevrijeme, koje je trajalo više od 60 sati, izazvalo je prometni kolaps i paraliziralo život u gradu. Proglašeno je stanje elementarne nepogode. 5. veljače 2012. godine, izmjereno je 88 cm snijega.
Najviša izmjerena temperatura, najviši prosječni broj oborina i najveći broj sunčanih sati izmjereni u Bosni i Hercegovini bili su u Mostaru. Dana 31. srpnja 1901. godine, izmjereno je 46,2 °C. U Mostaru, prosječno godišnje padne 1515 l/km², dok broj sunčanih sati u godini iznosi 2291. 24. siječnja 1963. godine, apsolutna minimalna temperatura je iznosila -10,9 °C, a 13. srpnja 1984. registrirana je apsolutna maksimalna temperatura zraka od 41,2 °C. Srednja godišnja temperatura iznosi 14,6 °C, zimska 5,8 °C, a srednja ljetna temperatura 23,2 °C.
Dana 6. kolovoza 2008., temperatura u 13 sati u središtu Mostara dosegnula je 39 °C, a na suncu je izmjereno čak 56,4 °C. Točno u ponoć, u noći s četvrtka, 16. na petak, 17. srpnja 2009. u Mostaru je zabilježena temperatura zraka od 29,3 °C što je, najviša noćna temperatura zabilježena od 1893. otkad se u BiH službeno vode meteorološka mjerenja.
Mostar je bio među najtoplijim gradovima Europe u rujnu 2011. godine, koji je proglašen najtoplijim rujnom u posljednjih 65 godina. 15. rujna 1987. godine, u Mostaru je izmjereno 40,6 °C. Dana 14. prosinca 2011. godine, Mostar je osvanuo prekriven maglom što je dosta neobično za ovaj grad. Srednja godišnja temperatura u Mostaru u 2011. iznosila je 16,2 °C, koliko je bilo i 1994. godine, a toplija od ove dvije godine bila je samo 1950. godina, kada je iznosila 16,9 °C. Mostar je s temperaturom zraka koja je, 8. srpnja 2012., iznosila 40,3 °C, imao najvišu temperaturu izmjerenu u Europi.
U Mostaru je od ciklone Juliane, 12. veljače 2013., palo 124 l/m² kiše što je najveća izmjerena količina oborina, ne samo na Balkanu, nego i u Europi. Mostar je istoga dana primio drugu najveću količinu oborina na svijetu. U prva tri mjeseca 2013. u Mostaru je palo 999,7 l/m². Ovo tromjesečje je i u Mostaru najkišovitije od 1955., a prethodno najkišovitije navedeno razdoblje je bilo 1970. kada je ukupno palo 878 mm, odnosno 122 l/m² manje. Također, novopostavljena rekordna količina oborina za mjesec ožujak iznosi 415,7 litara, što je upravo izmjereno u ožujku 2013.
Klima u Mostaru se u posljednjih desetak godina primjetno mijenja. Prije izrazito sušna klima danas je sve vlažnija i vlažnija što ljetne vrućine čini nesnošljivim i često zrelim za proglašavanjem elementarne nepogode. Mostar ima ugodnu klimu pogodnu za uzgoj različitih vrsta voća i povrća. Jeseni i zime u Mostaru znaju biti izrazito kišovite.
| Klimatološki srednjaci za Mostar          | Klimatološki srednjaci za Mostar | Klimatološki srednjaci za Mostar | Klimatološki srednjaci za Mostar | Klimatološki srednjaci za Mostar | Klimatološki srednjaci za Mostar | Klimatološki srednjaci za Mostar | Klimatološki srednjaci za Mostar | Klimatološki srednjaci za Mostar | Klimatološki srednjaci za Mostar | Klimatološki srednjaci za Mostar | Klimatološki srednjaci za Mostar | Klimatološki srednjaci za Mostar | Klimatološki srednjaci za Mostar |
| mjesec                                    | sij                              | velj                             | ožu                              | tra                              | svi                              | lip                              | srp                              | kol                              | ruj                              | lis                              | stu                              | pro                              | godina                           |
| ----------------------------------------- | -------------------------------- | -------------------------------- | -------------------------------- | -------------------------------- | -------------------------------- | -------------------------------- | -------------------------------- | -------------------------------- | -------------------------------- | -------------------------------- | -------------------------------- | -------------------------------- | -------------------------------- |
| srednji maksimum, °C                      | 8                                | 11                               | 15                               | 19                               | 24                               | 28                               | 31                               | 31                               | 27                               | 21                               | 15                               | 10                               | 20                               |
| srednja dnevna temperatura, °C            | 5                                | 7                                | 10                               | 14                               | 19                               | 22                               | 25                               | 25                               | 21                               | 16                               | 11                               | 7                                | 15                               |
| srednji minimum, °C                       | 2                                | 3                                | 5                                | 8                                | 13                               | 16                               | 19                               | 19                               | 15                               | 11                               | 7                                | 3                                | 10                               |
| oborine, mm                               | 165                              | 151                              | 150                              | 127                              | 102                              | 78                               | 43                               | 74                               | 96                               | 151                              | 200                              | 179                              | 1516                             |
| Izvor: Svjetska meteorološka organizacija |                                  |                                  |                                  |                                  |                                  |                                  |                                  |                                  |                                  |                                  |                                  |                                  |                                  |

### Naseljena mjesta
Grad Mostar sačinjavaju sljedeća naseljena mjesta:
Bačevići, 
Banjdol,
Blagaj,
Bogodol, 
Buna, 
Cim, 
Čule, 
Dobrč, 
Donja Drežnica, 
Donji Jasenjani, 
Dračevice, 
Gnojnice, 
Goranci, 
Gornja Drežnica, 
Gornje Gnojnice, 
Gornji Jasenjani, 
Gubavica, 
Hodbina,
Hrušta,
Humilišani, 
Ilići, 
Jasenica, 
Kamena, 
Kokorina, 
Kosor, 
Kremenac, 
Krivodol, 
Kružanj, 
Kutilivač,
Lakševine, 
Malo Polje, 
Miljkovići, 
Mostar, 
Ortiješ, 
Pijesci, 
Podgorani, 
Podgorje, 
Podvelež, 
Polog, 
Potoci, 
Prigrađani, 
Rabina, 
Raška Gora, 
Raštani, 
Ravni, 
Rodoč, 
Selište, 
Slipčići, 
Sovići, 
Sretnice, 
Striževo, 
Vihovići, 
Vojno, 
Vranjevići, 
Vrapčići, 
Vrdi, 
Zijemlje, 
Željuša, 
Žitomislići i 
Žulja.
Poslije potpisivanja Daytonskog mirovnog sporazuma, najveći dio tadašnje općine Mostar ušao je u sastav Federacije BiH. Naseljena mjesta Hrušta, Rabina i Žulja ranije su pripadala općini Nevesinje koja je ušla u sastav Republike Srpske. U sastav Republike Srpske ušla su naseljena mjesta Kamena, Kokorina i Zijemlje. Od ovog područja nastala je općina Istočni Mostar.

## Povijest

### Prapovijest
Šire područje današnjeg Mostara bilo je naseljeno još u prapovijesnom vremenu, što potvrđuju više od 150 nalazišta iz neolitika, bakrenog, brončanog i željeznog doba. Poznatiji neolitski lokaliteti su: Zelena pećina, povrh vrela rijeke Bune, najstarija ljudska naseobina na širem području grada, te nešto mlađe ilirske gomile i gradine, grobnice i utvrde. Među njima su naseljene pećine, grobovi, oružje, predrimski novac i sl. Uz stočarstvo i zemljoradnju u željeznom dobu se razvija i trgovina s okolnim središtima.

### Antika
Iz ranijeg antičkog doba nema značajnijih ostataka, ali su zato ostatci iz perioda kasne antike i ranog kršćanstva izuzetno bogati i na širem prostoru Mostara su pronađene tri ranokršćanske crkve – u Cimu, Žitomislićima i Sutini. One su dokaz intenzivnog života u to vrijeme na ovim prostorima, u ondašnjoj rimskoj provinciji Dalmaciji, a istovremeno i dokaz relativno rane kristijanizacije na ovim prostorima. Gotovo svi navedeni lokaliteti, što je utvrđeno arheološkom istraživanjima, svjedoče o kontinuitetu života i kroz cijeli srednji vijek, jer se na svima njima, ili njihovoj neposrednoj blizini nalaze i srednjovjekovni grobovi, ali i stećci – autohtoni srednjovjekovni nadgrobni spomenici na ovim prostorima.
Radoslav Dodig naveo je mišljenje da je ime Mostar slavensko preobličenje ilirskog imena Martar i po nekim se izvorima Mostar u vrijeme starog Rima zvao Martar.

### Srednji vijek
Novo razdoblje nastaje padom Rimskog Carstva i doseljenjem Slavena. Tijekom ranog srednjeg vijeka područje Mostara pripadalo je pokrajini Zahumlje (Hum). Unatoč vrhovnoj vlasti Franaka, ovi su krajevi imali određeni stupanj samostalnosti, posebice za kneza Mihajla Viševića Humskog (910. – 950.). Područjem su jedno vrijeme vladali Nemanjići, zatim bosanski ban, a tijekom XIV. – XV. stoljeća sve su snažniji humski knezovi. Jedan od njih – Stjepan Vukčić Kosača, koji je stolovao u Blagaju pored Mostara.
Osnutak grada Mostara vezan je uz izgradnju dviju kula/utvrda, sredinom XV. stoljeća, vjerojatno u doba hercega Stjepana. Utvrda na lijevoj obali Neretve zvala se Nebojša, nju spominje i povelja Alfonsa V. Aragonskog, a na desnoj obali Cimski grad. Kule su pokraj imale svoje groblje sa stećcima. Služile su u obrambene svrhe, a i za čuvanje nekadašnjeg visećeg drvenog mosta. I prvi pisani spomen Mostara vezan je uz ove dvije kule: hrvatsko vrelo – izvješće Dubrovačke Republike od 3. travnja 1452. opisuje kako se Vladislav Hercegović pobunio protiv oca Stjepana, otevši mu neke posjede. U izvještaju stoji: "ha preso quello di ... Blagay et do castelli al ponte de Neretva (uzeo je ... Blagaj i dvije utvrde na mostu na Neretvi). Mostar je u to vrijeme bio bitna strateška točka čiju jezgru je predstavljao lančani most preko Neretve na mjestu gdje je rijeku bilo najlakše premostiti, te jake kule uz taj most, s malenim naseljem oko te jezgre.
Hum je bio vjerski raznolik, s vjernicima bosanske, katoličke i pravoslavne crkve. Kosače su bili pripadnici bosanske crkve, vjerski vrlo tolerantni – gradili su i pravoslavne crkve te podržavali katoličku. Bosanska crkva se odcijepila od katoličke vrlo vjerojatno u 13. stoljeću te je bez konkurencije djelovala sve do dolaska franjevaca koji su  tijekom 14. stoljeća pokušavali obnoviti vlast Rimske crkve. Crkva bosanska i Rimokatolička crkva gotovo su jedno stojeće bili u konkurenciji sve do vremena dolaska Osmanlija kada su svećenici Crkve bosanske bili protjerani ili su morali preći na katoličanstvo. Stjepan Kosača pružio je utočište svećenicima Crkve bosanske kada ih je na zahtjev pape Stjepana Tomaš sve prisilio da pređu na katoličku vjeru ili protjerao, oduzeo im samostane i drugu imovinu, uništivši tako Crkvu bosansku. U Mostaru je osnovan franjevački samostan nakon što je gospodar Huma, herceg Stjepan Vukčić Kosača, polovicom 15. stoljeća zamolio rimskog Papu da mu pošalje redovnike franjevce, kako bi propovjedili pravu vjeru katoličku, suzbijali krivovjerje i unaprijedili vjerski život. Alfons V. Aragonski mu je poslao redovnike franjevce iz Sardinije i Napulja, dok pisani izvori svjedoče o postojanju franjevaca u Zahumu koje desetljeće ranije.
Turci su se počeli pojavljivati u Bosni krajem 14. stoljeća. Bosanska vlastela su u svojim međusobnim razmiricama i borbama s ugarsko-hrvatskim vladarima koristili Osmanlije. Godine 1411. Sandalj Hranić Kosača pozvao je Turke u pomoć u čuvanju njegovih posjeda, dok je 1415. Hrvoje Vukčić Hrvatinić u savezu s Osmanlijama porazio Ugare u Bosni. Sandalj i Stjepan Kosača postali su turski podanici. Stjepan je koristio Osmanlije u obračunima sa svojim neprijateljima, ali su Osmanlije i s drugim lokalnim vladarima napadali Stjepana. Nakon pada Carigrada (1453.) i Smedereva (1459.), herceg je shvatio da i njegovu zemlju čeka ista sudbina, pa se počeo udaljavati od sultana. Pohodi počinju 1459., a osvajanja 1463. Herceg je odgodio pad Hercegovine do 1482.. Padom Bosne 1463. i smaknućem posljednjeg njezina kralja, Stjepana Tomaševića, maćeha mu Katarina, kći hercega Stjepana Kosače, izbjegne u Rim i ostavi papi Kraljevinu Bosnu na upravljanje. Herceg Stjepan se odupirao turskim navalama do kraja života. Uspio je zadržati Hercegovinu. Šesnaest godina nakon što je Kosača umro, Turci su osvojili Herceg Novi i uskoro cijelu Hercegovinu. 
Ime Mostar prvi se put pojavljuje u turskome popisu stanovništva iz 1468. – 1469., a da se ono odnosi na naselje oko dviju kula na Neretvi jasno je iz jednog dokumenta sa sjednice vijeća Dubrovačke Republike 1474. godine.

### Osmansko razdoblje
Osmanlije su osvojili Mostar 1466. godine. Dvije godine kasnije, prvi turski popis na tom mjestu bilježi 19 kuća. Od 1474. Mostar se prvi put spominje pod tim imenom, kao sjedište subaše, dok 1522. do 1530. u njemu se nalazilo sjedište hercegovačkog sandžak-bega. Sudska isprava zastupnika mostarskog kadije stanovitog Kasima pisana u veljači 1553. govori da je u mahali Zahumu bila "srušena i oborena crkva", te naređuje da se vinograd, bašča i kuća vrate franjevcima kao njihovo vlasništvo. Pismo Husejin-paše iz veljače 1533. govori o zaštiti Samostana sv. Marije blizu Mostara. Nakon zakonske odredbe iz 1516. da se poruše sve crkve koje "nisu postojale od starog nevjerničkog vremena" i da se unište svi križevi pored puteva pokrenut je val islamizacije a katolici su proglašeni neprijateljima države. U tom kontekstu Osmanlije su porušile gotovo sve samostane u srednjoj Bosni pa tako i one u Ljubuškom, Konjicu i Mostaru iako su isti postojali prije dolaska Osmanlija.
Nasuprot tome, povjesničar fra Julijan Jelenić navodi da je tijekom osvajanja Bosne bilo razaranja, ali su Turci prvih 50-ak godina "milosrdno vladali prema franjevcima, njihovim crkvama i samostanima koje su oni brzo ponovno podigli". To se mijenja dolaskom novog vezira 1521., za kojeg kaže da je porušio 5 samostana i crkava u srednjoj Bosni (za Mostar i Ljubuški samo navodi da su mnogo kasnije franjevački ljetopisci tvrdili da su postojali samostani i da su porušeni) Samostani se ponovno obnavljaju. Franjevački izvještaj iz 1591. godine pokazuje 16 samostana pod Turcima – 10 u Bosni, ostali u Slavoniji i Dalmaciji. Godine 1679. franjevci bilježe 12 samostana u Bosni i znatno veći broj redovnika no prije Turaka. U brojnim ratovima u 17. stoljeću stradala je i Bosna. Za financiranje ratova Turci su podigli poreze, ali i namete samostanima, što je uzrokovalo dugove, zbog kojih su samostani nakon 1685. godine počeli propadati. Najteže je bilo nakon turskog poraza u Bečkom ratu 1683.-1699. kad su Austrijanci stigli do Sarajeva i spalili ga. Fra Jelenić piše da su bosanski franjevci "eminentno sudjelovali" i borili se u tim ratovima protiv Osmanlija, što je dovelo do progona. Mnogi franjevci su prešli u susjedne zemlje. Nekoliko desetljeća kasnije vratili su se i ponovno počeli otvarati samostane i rezidencije 
Godine 1566. na mjestu starog, drvenog, izgrađen je trideset metara dug znameniti kameni most po planu turskoga graditelja Mimara Hajrudina. Most je bio tehnološko čudo svog vremena. Nakon toga počeo je gospodarski uspon grada, zahvaljujući kojemu je Mostar tijekom druge polovice XVI. i u XVII. st. bio vodeće obrtničko i trgovačko mjesto u Hercegovini. Godine 1557. sagrađena je Karađozbegova džamija. 
U XVI. i XVII. stoljeću bilježi se intenzivno širenja grada; krajem ovog razdoblja Mostar je imao oko 10.000 stanovnika. Grad se razvijao kao tipično osmansko naselje s čaršijom i mahalama oko nje. Čaršija, koja je i najstarija, zauzimala je najvažniji, reprezentativni dio grada – područje uz sam most, s obje strane Neretve. Mahale su se širile na sve strane od čaršije, prvenstveno na lijevoj obali Neretve, a na desnoj obali su bile smještene u podnožju brda Hum i na obalama Radobolje, manje pritoke od Neretve. Nakon habsburško-osmanskog rata 1683. – 1699. i potpisivanja mira u Srijemskim Karlovcima 1699., grad je dobio nove fortifikacije. Dio toga zida sačuvan je uz potok Suhodolinu i poviše Konaka. Zanimljivo je istaknuti da je krajem XVII. i početkom XVIII. stoljeća, Mostar imao 24 džamije i 22 mahale. Na takav način je formirano gradsko naselje osmanskog tipa, koji će svoj vrhunac i konačni oblik vezan za taj period, doseći krajem XVII. i početkom XVIII. stoljeća, a čiji simbol i najznačajnije arhitektonsko ostvarenje predstavljalo velebni Stari most, izgrađen 1566. Reorganizacijom osmanskog obrambenog sustava početkom XVIII. stoljeća, Mostar je postao sjedište kapetanije. Tijekom XVIII. stoljeća došlo je do stagnacije i pada broja stanovnika.
Početkom XIX. stoljeća jedno je od uporišta protiv reforma i jačanja središnje osmanske vlasti pod vodstvom ajana Ali-age Dadića, nakon sloma pokreta bosanskih feudalaca (1832.) sjedište je Ali-paše Rizvanbegovića. Godine 1832. osnovan je poseban hercegovački pašaluk sa sjedištem u Mostaru, na čelu s Ali-pašom Rizvanbegovićem (1832. – 1851.), koji je dobio i vezirski naslov. 
Pred kraj osmanske vladavine, pred polovicu XIX. stoljeća, kao rezultat opadanja moći, te jačanja snage i mogućnosti, kao i uloge kršćanskog stanovništva u životu grada, dolazi do perioda izvjesne vjerske tolerancije koja se očitovala u dopuštanju izgradnje sakralnih objekata kršćanskih vjerskih zajednica u gradu. Najstariji kršćanski objekt predstavlja Stara pravoslavna crkva iz 1834. godine, izgrađena na obroncima brda Fortice u istočnom dijelu grada. Još od 1777., grad je postao sjedište hercegovačkog mitropolita Srpske pravoslavne crkve.
Ubrzo potom, i katolici Mostara su dobili svoj prostor. Godine 1847. izgrađen je kompleks stare biskupske rezidencije u Vukodolu, sjedište nove franjevačke provincije koja je nastala odvajanjem od Bosne Srebrene, te sjedište mostarskog biskupa. Napokon, 1866. godine došlo je do izgradnje franjevačke crkve sv. Petra i Pavla u samom gradu, uz koju će tridesetak godina kasnije biti izgrađen i franjevački samostan. Pravoslavci u Mostar svoju novu, Sabornu crkvu, dobivaju 1873., a katolici crkvu tek u Bogodolu.
Pretkraj osmanske vlasti došli su prvi školovani graditelji. Dotad su radili samo lokalni ljudi koji su znanja stekli iskustveno kao šegrti kod majstora. 1862. se na gradnji brzojavne linije Metković – Mostar i potom puta Mostar – Sarajevo zaposlio Hrvat Franjo Linardović iz Dalmacije, poslije njega brat mu Antun, pa iz Dalmacije Slado i Moise, te iz Poljske i Engleske. Tanzimatske reforme dosta su kasnile u Mostaru. 1863. donesen je zakon o građenju i drumovima. 1864. ukinuta je Hercegovina kao pašaluk. Administrativne promjene koje su dovele do stvaranja lokalne uprave u gradovima, tj. uprave gradskih općina (beledija) stigle su 1866. godine. 1877. donesen je zakon o gradskim općinama kojima se pokušalio uvesti red u području građenja.
U zadnjim godinama osmanskog vladanja, otvoreni su konzulati nekih zemalja (Austrija, Italija, Rusija, Velika Britanija i Francuska), a prometnom značaju pridonijela je izgradnja ceste Mostar – Metković 1862. godine. Tijekom hercegovačkog ustanka (1875. – 1878.), Mostar je bio sjedište hercegovačkog namjesnika (valije).

### Hrvatski narodni preporod
Hrvatski narodni preporod u Bosni i Hercegovini bio je, zapravo, odjek hrvatskoga narodnog preporoda u Zagrebu pa je i njegov početak kasnio u odnosu prema Zagrebu, a isto tako, s obzirom na društveno-političke prilike u BiH, trajao je nekoliko desetljeća nakon Gajeva preporoda. Istina je da se preporod u Bosni i Hercegovini pojavio u Sarajevu, ali se njegov uspon dogodio u Mostaru, u središtu koje je imalo povoljnije nacionalne i druge društveno-političke okolnosti. U Mostaru se zahuktao kulturni život Hrvata tako da se na prelasku stoljeća u razdoblju od tridesetak godina objavilo oko 600 knjiga pa je Mostar koncem XIX i početkom XX. stoljeća postao jače kulturno središte od većine gradova na Balkanu. U Mostaru će se nakon 1850. godine početi otvarati prve učionice, kao ona u Vukodolu kod Mostara (1852.), zatim knjižnica i čitaonica pod Jusovinom (1861.), osnivat će se kulturna društva kao što je Kosača (1875.), odnosno Hrvoje (1888.), čiji je vrhunac osnivanje Napretka.
Dana 14. rujna 1902. godine osnovano je Hrvatsko potporno društvo za siromašne đake i naučike (današnje Hrvatsko kulturno društvo Napredak). Osniva se prva hrvatska tiskara (1872.) u Bosni i Hercegovini koju utemeljuje i vodi znameniti Franjo Milićević, a zahvaljujući tiskari pojavit će se i prve novine, prvi udžbenici i priručnici na hrvatskom jeziku u Bosni i Hercegovini.
Valja posebno istaknuti značenje prvih hrvatskih novina na tlu Bosne i Hercegovine što ih je pokrenuo i uređivao Franjo Milićević sa svojim suradnicima, a to su: Hercegovački bosiljak (1883.), Novi hercegovački bosiljak (1884.), Glas Hercegovca (1885.) i Osvit (1898.). Ova su mostarska glasila pronosila pravašku orijentaciju za razliku od ilirske – preporodne ideje u Zagrebu i u Sarajevu. To se vidi i po nizu članaka političke naravi, to je očito i po jezičnim rješenjima, a i po drugim značajkama koje oni pokazuju.
Doduše, ideja hrvatskoga narodnog preporoda i ovdje se pojavljuje kao poticaj. Priznate su mnoge tečevine ilirskog pokreta, ali se ne prihvaća političko južnoslavenstvo jer se ono pokazuje kao zabluda i samonijekanje s obzirom na vrijeme i prostor u kojem živi hrvatski narod u Bosni i Hercegovini. Najpoznatiji preporoditelji u Mostaru bili su franjevci: Anđeo Kraljević, Radoslav Glavaš, Anđeo Nuić, Nikola Šimović, Augustin Zubac, Petar Bakula i Franjo Milićević koji su se dokazali kao graditelji, učitelji, dušobrižnici, ali i kao pisci prvih udžbenika, priručnika i kalendara, novina i samostalnih književnih ostvarenja.

### Austro-Ugarska
Svakako prijelomnu godinu u razvoju Mostara predstavlja 1878. godina. Tom godinom je označen definitivni odlazak Turaka i prestanak osmanske dominacije, te početak razdoblja austro-ugarske uprave. Austro-Ugarska sa sobom donosi nove, europske utjecaje, ne samo u upravljanju gradom, nego i u njegovom preoblikovanju, razvoju i izgradnji, što će, iako za svega četrdesetak godina, rezultirati skoro potpunom preobrazbom osmanlijske kasabe u europeiziran grad. U tih četrdesetak godina Mostar je željezničkom prugom i cestama povezan s ostalim centrima BiH i Dalmacije. Izgrađena su tri mosta u samom gradu – most na Musali, Lučki i Carinski most. Grad je dobio moderni vodovod i kanalizaciju i elektrificiran je. 1880. godine osnovana je Tvornica duhana Mostar, jedno od najstarijih poduzeća u BiH.
Mostar je bio sjedište hercegovačkog okruga, a ugljenokop je otvoren 1919. Razdoblje austro-ugarske vladavine uz razdoblje Titove Jugoslavije predstavlja najplodnije razdoblje u izgradnji i urbanizaciji Mostara u cjelokupnoj njegovoj povijesti. Grade se novi objekti, javni, školski, stambeni i industrijski. Nova arhitektura, potpuno drugačijeg mjerila, kriterija i oblikovnih kvaliteta, polako zamjenjuje i istiskuje staru arhitekturu, ali poštujući je, ne rušeći je, nastojeći od nje sačuvati ono najbolje.
Tako su u Mostaru napravljene jedne od najljepših građevina orijentalnog stila pomiješanog s austro-ugarskom gradnjom, poput: Stare mostarske gimnazije (Gimnazija Mostar), Gradske banje, hotela Neretve, vojarni: Sjeverni i Južni logor, Stare željezničke stanice i trgova: Musala i Trga hrvatskih velikana (Rondo). Među arhitektima koji su djelovali u Mostaru u to vrijeme ističu se Miloš Komadina, Miroslav Loose, Josip Vancaš, Maximilian David i drugi. Godine 1905. utemeljen je Hrvatski športski klub Zrinjski Mostar, najstariji nogometni klub u BiH.
Mostar je bio pojasna utvrda, jedna od četiriju koje je sagradila Austro-Ugarska u BiH. Mostar je bio pozadinsko uporište i imao je 19 utvrđenih objekata, najviše u BiH. 6 objekata bilo je kategorije Werk s topništvom, devet kategorije Wachhaus, tri kategorije Schanze, što je bio veći nepokriveni objekt s velikim rovom, prilagođen za djelovanje topništvom i lakim naoružanjem. 60 međupoložaja – točaka otpora povezivalo je utvrde. Povezivali su ih kameni ili betonski rovovi opasanih bodljikavom žicom. Neki su imali čelične ploče za djelovanje strojnicama. Vanjski obrambeni prsten oko grada činila su 34 položaja na uzvisinama oko grada u polustalnoj fortifikaciji. Ispred Mostara obrambenu crtu činili su Kalinovik – Ulog- Obrnja – Nevesinje – Stolac, a Trebinje i Bileća bile su prva fortificirana obrambena crta s Avtovcem kao zaprečnom oblasti. Sve je to bilo dijelom kompleksa utvrda BHD (Bosnien, Herzegowina und Dalmatien). Oko grada bile su fortificirane bitnice kao samostalne fortifikacije. Jedna je bila na sjevernom ulazu u grad između Vrapčića i Zalika, a na Humu u sklopu središnje utvrde preostale četiri. Unutarnju obrambenu jezgru činile su četiri vojarne nazvane po stranama svijeta: Sjeverni logor (Nordlager), Južni logor (Sudlager) s vojnom bolnicom, Zapadni logor (Westlager) i Istočni logor – Konak (Ostlager). Kao logistička baza utvrdama na uzvisini podignut je vojni logor u Opinama (Lager Opine) podno utvrde na Merdžan glavi (802 m). Poslije su te vojarne u drugim državama dobivale druge namjene, neke sasvim izvan vojske i kaznenog sustava. Zapadni logor danas je npr. sveučilište. Austro-Ugarska je osim fortificiranih i nefortificiranih vojnih objekata izgradila bogatu prateću infrastrukturu: prometnu (ceste, puteve i željeznice), skladišta, vodoopskrbnu (cisterni za vodu s kolektorima, vodovod u urbanom dijelu Mostara), vježbovnu (strjelišta), zdravstvenu (bolnice), vojna groblja, zračnu bazu u Jasenici i dr. Vrlo je malo sačuvano ovih utvrda. Ipak, zbog velike kvalitete gradnje poslužile su svojoj svrsi i u ratu u BiH 1990-ih.

### Kraljevina Jugoslavija
Razdoblje prve Jugoslavije je zateklo jedan već sasvim moderan europski grad, s dugom tradicijom. U tom periodu 1918. – 1945. jako se malo gradilo, tako da to razdoblje u razvoju grada ne predstavlja značajniji period. U gospodarskom smislu nije ništa učinjeno, Mostar nije uspio podići nijednu tvornicu. Formirano je više kulturno-umjetničkih društava na narodnom ili vjerskom temelju. U razdoblju od 1922. do 1929. Mostar je bio u sastavu Mostarske oblasti, a potom Primorske banovine, do 1939. Godine 1926., radnici su uspjeli osnovati kulturno-umjetničko društvo Abrašević, koje je dostiglo svoj vrhunac tijekom druge Jugoslavije. Čuvajući tradiciju, postizalo je zapažene rezultate. Od 1939. do 1941., Mostar je u sastavu Banovine Hrvatske.

### Drugi svjetski rat
Nakon osovinskog napada na Kraljevinu Jugoslaviju i proglašenja NDH Mostar se našao u talijanskoj interesnoj zoni na prostoru Nezavisne Države Hrvatske. Grad je bio sjedište Velike župe Hum, jedne od 22 velike župe Nezavisne Države Hrvatske. Mostar je bio mjesto stožera nekoliko ustaških sdrugova, talijanskih i njemačkih divizija i domobranskih pukovnija, a također je postojao Mostarski bataljun u partizanima. Mostar je u Drugom svjetskom ratu dao dosta mladih života, koji su se borili za jednu ili za drugu stranu. Mostarski biskup Alozjije Mišić je opisao ustaške pokolje tisuća srpskih civila u Mostaru i okolini, u ljeto 1941.:“...Od Mostara i Čapljine odvezla je željeznica šest punih vagona žena, majka i djevojaka, djece ispod deset godina do stanice Šurmanci, gdje su izvagonirani, odvedeni u brda, žive matere s djecom bacali u duboke propunte. Sve je strmoglavljeno i ubijeno… U samom gradu Mostaru na stotine ih je vezalo, odvodilo izvan grada pa ko živine ubijali.” Biskup Mišić je takodjer svjedočio o masovnim ustaškim pokoljima pravoslavaca oko Mostara koji su već prešli na katoličanstvo, kao dio ustaške politike prisilnog pokatoličavanja. Na području Mostara četnici su počinili brojne zločine nad hrvatskim katoličkim i muslimanskim stanovništvom.[nedostaje izvor] U Mostaru su tijekom rata gradonačelnici bili Šefkija Balić, Muhamed Butum (1869. – 1941.), jedan iz skupine disidenata JMO odnosno mjesnih prvaka Hadžićeve muslimanske organizacije postavljenih na visoke dužnosti (1941. – 1942.), Salif Efica "Crni" (1942. – 1945.).
14. veljače 1945. se obilježava kao "dan oslobođenja" Mostara u Drugom svjetskom ratu, no na taj dan partizani ušavši u Mostar su ubili nekoliko mostarskih franjevaca i nevino hrvatsko stanovništvo. Mostarski Hrvati i danas se na taj dan svake godine prisjećaju nevino ubijenih franjevaca i ostalih žrtava Drugog svjetskog rata.

### SFR Jugoslavija
Razdoblje Druge Jugoslavije je ostavilo velik trag na Mostaru. To razdoblje uz razdoblje Austro-Ugarske predstavlja najplodnije razdoblje u izgradnji, urbanizaciji i širenju grada Mostara u cjelokupnoj njegovoj povijesti. Do 1991. godine Mostar je bio mješavina kultura, naroda, vjera, civilizacija. Po tome je upravo i bio jedan od najpoznatijih gradova u bivšoj Jugoslaviji. Bio je čist dokaz kako različiti narodi mogu živjeti jedni pored drugih i jedni s drugim u miru stvarajući jedinstven mostarski mentalitet.
Grad se nezadrživo počeo širiti, što je bilo uzrokovano snažnim industrijskim razvojem, izgradnjom velikog broja tvornica (Aluminijski kombinat, Soko, Hepok kasnije Apro, Mostarska vinarija, Tvornica duhana Mostar, hidroelektrane na Neretvi, Unis, Tvornica prediva i pamuka Đuro Salaj, Rudnik mrkog uglja itd.) i pretvaranjem Mostara u industrijski, gospodarski, trgovački, prometni, turistički i kulturni centar cijele Hercegovine. U postojećoj urbanoj matrici grad se razvijao planirano, ali bez nekih posebnih nastojanja na kvaliteti arhitektonskog oblikovanja. Godine 1977. u Mostaru je osnovano sveučilište.
Novi gradski oci su spoznali ogromne mogućnosti koje je pružao skoro potpuno neizgrađeni prostor na desnoj obali Neretve (zapadni dio grada). Zbog toga željeznička pruga, sada normalnog kolosijeka se premješta u istočni dio grada, a odmah se pristupilo urbanizaciji zapadnog dijela grada. Ubrzo su oranice, vinogradi i voćnjaci Mostaraca pretvoreni u velika gradilišta.
U samo nekoliko desetljeća, u zapadnom dijelu grada niknuo je niz novih gradskih četvrti: Avenija, Strelčevina, Zgoni, Bijeli Brijeg, Centar 2, Zalik i dr. Glavnu ulogu u izgradnji Mostara su imala velika građevinska poduzeća s područja Mostara: Vranica i Hercegovina. U gradu su se napravile brojne gospodarske i stambene zgrade, robne kuće, športski tereni i igrališta, škole i bolnice. Gradsko stanovništvo postupno se uvećavalo s 35.242 stanovnika (1961.), na 47.802 (1971.), 63.427 (1981.) i 75.865 stanovnika (1991.).
24. siječnja 1963. izmjerena je najniža temperatura u Mostaru ikad: -10,9 Celzijevih stupnjeva.

### Rat u Bosni i Hercegovini

#### Rat sa srpskim snagama
Tijekom rata 1992. – 1995. Mostar je bio poprište ratnih sukoba i teško je nastradao. Razrušeno je sve ono što se gradilo desetljećima, pa i stoljećima. Važno je istaknuti da je Mostar bio najrazrušeniji grad u ratu u Bosni i Hercegovini, a srušene su brojne znamenitosti Mostara.
Hrvati su se pripremili za obranu i organizirali se u HVO. Muslimani su još vjerovali u Jugoslaviju, a dio je pristupio HVO-u. HVO je muslimane naoružao da se obrane od Srba koji su planirali izbiti na lijevu obalu Neretve.
U početku, grad su granatirale srpske snage. U popodnevnim satima 3. travnja 1992. počela je bitka za Mostar. Daljinski upravljanom eksplozivnom napravom eksplodirana je cisterna u naselju Zaliku, preko puta vojarne JNA Sjevernog logora, pri čemu su poginuli jedan vojnik i tri civila. Od eksplozije je srušen dio vojarne i oštećeni okolni objekti. Četiri dana poslije JNA je otvoreno napala Mostar. Srbi su držali većinu brda oko Mostara i istočni dio grada. U lipnju 1992. Mostar i dolina Neretve su oslobođeni združenom akcijom HVO-a i HV-a Lipanjske zore. 
Oslobađanje desne obale rijeke Neretve krenulo je 11. lipnja 1992. godine. HVO uz pomoć 4. splitske gardijske brigade HV-a krenuli su iz šest pravaca. Od HVO-a u oslobađanju su sudjelovali Kažnjenička bojna, Poskok bojna, dvije postrojbe HVO-a iz Čitluka i Ljubuškog, 5. ilićka bojna HVO-a Mostar, 4. bojna HVO-a Mostar te satnija 2. bojne rudničke HVO-a Mostar te pripadnici civilne i vojne policije. Prvo su HVO i HV oslobodili područje Kruševa i brdo Orlovac, a zatim brdo Hum i zapadni dio grada Mostara. Potom su HVO i HV ušle u Vojarnu Stanislav Baja Kraljević i oslobodili naselja Rodoč i Jasenicu te u krug razorene tvornice Aluminij. Cijelim putem neprijatelj se izdržljivo opirao.
Prvi put, Hrvatska zastava zavijorila se 11. lipnja 1992d. na Orlovcu, brdu povrh Mostara. Tijekom jutra hrvatske su postrojbe zauzele brdo Orlovac te su potom očistile Hum, Čule, Krivodol, Rodoč, Gornju i Donju Jasenice. Na zapadnoj strani Neretve ostalo je u poluokruženju oko 80 vojnika s postrojbom Beli orlovi (Blaževići, Smrduša, Biorine, TT 342 i Donja Jasenica). Hrvatske su snage zaplijenile dva tenka (bez zatvarača) i veću količinu raznog streljiva, a jedan je tenk (T-55) onesposobljen. Srbi su odgovorili rušenjem mostova u noći 10./11. i 12. lipnja. Srušeni su Carinski i most Hasana Brkića. Rušenje mosta Ortiješ je spriječeno. Veći dio tehnike uspjeli su izvući sa zapadne na istočnu stranu Neretve.
 Zahvaljujući HVO-u Srbi nisu zauzeli Mostar.

#### Hrvatsko-bošnjački rat
U ljeto 1992. HVO sprovodi čistku Bošnjaka iz svojih redova. Dana 9. svibnja 1993., HVO je izveo opći napad na istočni Mostar, čime započinje hrvatsko-bošnjački rat. Tijekom prvih dana HVO minira Baba Beširovu džamiju, masovno hapse Muslimane i odvajaju muškarce od žena, djece i staraca. Muškarci, pripadnici ARBiH i civili, bili su zatočeni i premlaćivani u zgradi Mašinskog fakulteta, gdje je deset vojnika Armije BiH umrlo uslijed posljedica tog nasilja. Žene, djeca i starci iz zapadnog Mostara poslani su na Heliodrom gdje su bili zatočeni više dana, nakon čega su pušteni kućama.
Haaški sud je utvrdio da su od lipnja 1993. do travnja 1994. “istočni Mostar i područje Donje Mahale na zapadu bili izloženi dugotrajnom vojnom napadu HVO-a, uključujući intenzivnu i neprekidnu paljbu i granatiranje”, koji su “uzrokovali mnoge žrtve, uključujući smrt brojnih civila i predstavnika međunarodnih organizacija. Deset džamija je teško oštećeno ili uništeno… Vojnici HVO-a silovali su mnoge žene..." HVO je ispalio više od 100.000 granata na istočni Mostar, sustavno protjerao Bošnjake iz zapadnog Mostara, dok su tisuće zatočili u logorima Heliodrom, Dretelj i Gabela, gdje su mučeni i ubijani, odvedeni na bojišta gdje su korišteni kako živi štitovi. Dana 8. studenog 1993. HVO tenkovskom paljbom ruši Stari most.
U predmetu Prlić et al. Hag je pravomoćno presudio udruženi zločinački pothvat, koji je uključivao Tuđmana i Šuška, te zločine protiv čovječnosti  s ciljem "dominacije Hrvata u Hrvatskoj Republici Herceg-Bosni putem etničkog čišćenja muslimanskog stanovništva” i stvaranja hrvatskog entiteta u granicama Banovine Hrvatske iz 1939. Apelacijski sud ocijenio je da je rušenje Starog mosta imalo i vojne svrhe, dok su potvrdili da je HVO granatiranje istočnog Mostara predstavljalo teroriziranje stanovištva te su izjavili da je pretresno vijeće trebalo izreći osuđujuće presude za bezobzirno HVO-vo razaranje ili znatno oštećenje 10 džamija u istočnom Mostaru. Mnogi zapadni promatrači pak navode da je rušenje Starog mosta predstavljalo “napad na sam koncept multietničnosti i povezanih zajednica koje je [most] utjelovio.”
Ratovi su koštali života 2000 Mostaraca. dok su grad fizički razorili. Najviše je stradao istočni Mostar, gdje je uništeno ili teško oštećeno od 60 do 75 % zgrada, dok je u hrvatskom dijelu Mostara uništeno ili teško oštećeno oko 20 % zgrada. Mostar je s ratom izgubio 21.000 stanovnika, te je etno-teritorijalno podijeljen na zapadni (hrvatski) dio i istočni (bošnjački) dio. Od male bošnjačke većine 1991., Hrvati su nakon rata postali najbrojniji, dok su Srbi gotovo nestali.

### Poslijeratno razdoblje
Upravno sjedinjenje Mostara, njegov općinski sastav i drugo, sadržaj su aneksa Daytonskoga sporazuma. Određivanje općinskih granica u Mostaru i stvaranje posebne zone u gradskom središtu, odlukom uprave Europske unije u veljači 1996., izazvalo je hrvatske prosvjede. Napetosti u 2001. izazivao je pokušaj stvaranja hrvatske samouprave. Mostar postaje "grad slučaj" u 2004. godini jer neuspjeh da se domaći političari i stručnjaci dogovore oko administrativnog uređenja Mostara je doveo do toga da odluku o tome donese tadašnji visoki predstavnik međunarodne zajednice u BiH Paddy Ashdown.
Ti dokumenti su poznati pod nazivom Novi statut Grada Mostara i oni od 2004. godine Mostar definiraju kao jedinstvenu gradsku cjelinu bez podjele na općine koje su do tada postojale. Na prijelazu iz XX. u XXI. st. Mostar se ponovno našao u prilici da bitno preoblikuje svoj izgled. Ogromna ratna razaranja unutar same urbane strukture, su pored velike štete i gubitka, stvorila i mogućnost da se da novi pečat gradu. Jedno od takvih nastojanja predstavlja veliki križ na brdu Hum kao simbol jubileja dvije tisuće godina kršćanstva, ali i simbol patnji i stradanja kroz koja je ovaj grad prošao u svojoj novijoj povijesti.
Stari most je rekonstruiran i potpuno obnovljen 2004. godine, a od srpnja 2005. ponovno je uvršten na UNESCO-ovu listu zaštićenih spomenika kulture svijeta. Obnavljaju se ratne ruševine i grade nove zgrade poput brojnih trgovačkih centara i stambenih zgrada. Ponovo je izgrađena Crkva sv. Petra i Pavla, franjevačka crkva, koja je teško stradala u ratu. Zvonik franjevačke crkve (visok 107 m) skupa sa zgradom Mostarkom (najvišom zgradom u Mostaru koja ima 19 katova, smještenom u zapadnom dijelu grada, a izgrađenom u doba bivše Jugoslavije) dominira mostarskim nebom. Obnavljaju se Ulica hrvatskih branitelja/Bulevar Narodne Revolucije i Ulica Tvrtka Miloša/Alekse Šantića, koje su u ratu bile prva crta razgraničenja između Hrvata i Bošnjaka, a danas su najrazrušenije ulice u gradu. 
U okolici Mostara izgrađeni su brojni trgovački centri (OBI, Interex, Robot i Bingo), a u samom gradu izgrađeni su veliki stambeno-poslovni centri (Prodajni centar Mostar, Stambeno-poslovni centar Rondo, Mercator Centar, Stambeno-trgovački centar Piramida, Stambeno-poslovni centar Orca i Trgovačko-uredski-hotelski Poslovni centar Mepas Mall).
Početkom listopada 2008. godine, otvoren je obnovljeni, rekonstruirani i revitalizirani gradski park Zrinjevac. Nakon tri desetljeća dovršen je glavni bolnički objekt Sveučilišne kliničke bolnice Mostar. Svečano je otvoren 20. rujna 2008. godine. To je jedna od najbolje opremljenih i najsuvremenijih bolnica na prostoru jugoistočne Europe. Obnovljena je, a potom i osvijetljena fasada mostarske Stare gimnazije (Gimnazije Mostar).
U proljeće 2012. godine, središnji dio grada je dobio novi izgled. 25. ožujka otvorena je bivša zgrada Treće osnovne škole, dobivši novu namjenu, postala je Gradska vijećnica. Četiri dana poslije, 29. ožujka otvoren je Španjolski trg u novom ruhu i javni toalet. Osim središnjeg gradskog trga, novi kameni parter je dobila i ulica Nikole Šubića Zrinjskog, šetalište, koje spaja Trg hrvatskih velikana i Španjolski trg te prolazi pored parka Zrinjevca. Dana 15. travnja 2012. godine, u neposrednoj blizini parka Zrinjevca, na križanju ulica kralja Tvrtka i kralja Zvonimira, otvoren je Park nobelovaca, posvećen Ivi Andriću i Vladimiru Prelogu. Nasuprot spomenutog parka, nalazi se park Antuna Branka Šimića. Parkove su podigli Matica hrvatska Mostar, Hrvatsko kulturno društvo Napredak Mostar i Grad Mostar.
Dana 12. travnja 2012. godine, otvoren je Mepas Mall, tada najveći trgovački centar u Bosni i Hercegovini. Nakon dvadeset godina, ponovo se počeo graditi Kulturno-športski centar grada Mostara unutar kojega bi se trebala nalaziti gradska športska dvorana. Nova dvorana bi trebala biti dovršena uskoro, a njezin kapacitet će biti 5500 sjedećih mjesta.
Nakon vala prosvjeda u Tuzli, Zenici, Bihaću i Sarajevu veljače 2014. godine prosvjednici su u Mostaru u samo sat vremena spalili zgradu Gradske uprave, gradsku Vijećnicu, zgradu Vlade HNŽ-a u Đačkom domu, te zgradu HDZ-a BiH i prostorije SDA, počinivši milijunsku štetu na objektima, službenim vozilima i imovini grada.
U tijeku je izgradnja južne zaobilaznice. Prva faza od Međina do Miljkovića, odnosno do ceste Mostar-Čitluk, gdje će se nalaziti kružni tok, završena je. U drugoj fazi nastavit će se gradnja oko Mostara od Miljkovića, odnosno Varde do Rodoča i dalje do spoja s magistralnom cestom M- 17. Dionica ima tunele, vijadukte i nadvožnjake.
Hrvatsko narodno kazalište u Mostaru je na popisu "projekt Mostar 2024 – Europska prijestolnica kulture" i zgrada je proljeća 2019. u fazi završavanja.
Mostar se suočava s velikim problemom gomilanja otrova u prečistačima južnom dijelu grada. Gomilaju mulj u kojem su najmanje četiri jako opasna otrova koja ozbiljno ugrožavaju zdravlje građana i onih koji rade na sustavu pročistača. Jedan od otrova je piralen. Nadležne institucije imaju podatke što se sve nalazi u Mostaru, kakvi svi otrovi kolaju zemljom, vodom, zrakom i šutjele su o time informacijama.

## Poznate osobe
- Igor Anić, francuski rukometaš
- Franjo Arapović, hrvatski košarkaš
- Dušan Bajević, bosanskohercegovački nogometaš i trener
- Sergej Barbarez, bosanskohercegovački nogometaš
- Vjekoslav Bevanda, bosanskohercegovački političar
- Džemal Bijedić, bosanskohercegovački političar
- Olga Bisera, talijanska glumica
- Bojan Bogdanović, hrvatski košarkaš
- Miroslav Brozović, hrvatski nogometaš i trener
- Dragan Čović, bosanskohercegovački političar
- Svetozar Ćorović, srpski književnik
- Vladimir Ćorović, srpski povjesničar
- Dražen Dalipagić, bosanskohercegovački nogometaš i trener
- Osman Đikić, bosanskohercegovački pjesnik i novinar
- Ibrahim Fejić, bosanskohercegovački teolog i reis-ul-ulema
- Gradimir Gojer, bosanskohercegovački pisac, redatelj i teatrolog
- Zdravko Grebo, bosanskohercegovački pravnik i sveučilišni profesor
- Osman Nuri Hadžić, hrvatski i bošnjački književnik
- Vahid Halilhodžić, bosanskohercegovački nogometaš i trener
- Hamza Humo, bosanskohercegovački književnik
- Goran Jurić, hrvatski nogometaš
- Igor Karačić, hrvatski rukometaš
- Meho Kodro, bosanskohercegovački nogometaš i trener
- Mujaga Komadina, bosanskohercegovački poduzetnik, političar
- Nina Kusturica, austrijska redateljica i producentica
- Senad Lulić, bosanskohercegovački nogometaš
- Enver Marić, bosanskohercegovački nogometaš i trener
- Marino Marić, hrvatski rukometaš
- Mija Martina, bosanskohercegovačka pjevačica
- Predrag Matvejević, hrvatski pisac i publicist
- Jasna Merdan-Kolar, bosanskohercegovačka i austrijska rukometašica
- Gordan Mihić, srpski pisac
- Smilja Mučibabić, bosanskohercegovačka biologinja
- Muhamed Mujić, bosanskohercegovački nogometaš i trener
- Željko Musa, hrvatski rukometaš
- Alija Nametak, bosanskohercegovački i hrvatski književnik
- Saša Papac, bosanskohercegovački nogometaš
- Marija Pejčinović Burić, hrvatska političarka
- Zoran Planinić, hrvatski košarkaš
- Alois Podhajsky, austrijski jahač i pisac
- Himzo Polovina, bosanskohercegovački glazbenik
- Lana Pudar, bosanskohercegovačka plivačica
- Nino Raspudić, hrvatski filozof, književnik, književni kritičar, prevoditelj, publicist, političar i politički analitičar
- Zvonimir Serdarušić, hrvatski rukometaš i trener
- Blaž Slišković, bosanskohercegovački nogometaš i trener
- Aleksa Šantić, srpski pjesnik
- Marin Šego, hrvatski rukometaš
- Toni Šunjić, bosanskohercegovački nogometaš
- Velibor Topić, bosanskohercegovački glumac
- Sergej Trifunović, srpski glumac i političar
- Ornela Vištica, hrvatska glumica
- Ante Vokić, hrvatski političar i krilnik Ustaške vojnice
- Ico Voljevica, bosanskohercegovački slikar
- Željana Zovko, bosanskohercegovačka i hrvatska političarka
- Ivica Zubac, hrvatski košarkaš
- Dražen Žerić, bosanskohercegovački glazbenik
- Tibor Živković, srpski povjesničar

## Stanovništvo

### Popisi Hrvata katolika
| Hrvati katolici u Mostaru |           |           |         |       |                 |
| godina                    | broj sela | broj kuća | odrasli | djeca | broj stanovnika |
| 1743.                     | 15        | 138       | 667     | 550   | 1217            |
| 1844.                     | 29        | 613       | /       | /     | 3766            |

### Popisi 1910. – 1991.
| Stanovništvo Općine Mostar |               |               |               |                 |                 |                 |                 |
| godina popisa              | 1910.         | 1931.         | 1948.         | 1961.           | 1971.           | 1981.           | 1991.           |
| Muslimani                  | 7212 (44,0 %) | 8844 (43,6 %) | 9981 (46,2 %) | 10.513 (14,5 %) | 33.645 (37,6 %) | 34.247 (31,0 %) | 43.856 (34,6 %) |
| Hrvati                     | 4307 (26,3 %) | 5764 (28,4 %) | 6062 (28,0 %) | 27.265 (37,6 %) | 32.782 (36,6 %) | 36.927 (33,5 %) | 43.037 (34,0 %) |
| Srbi                       | 4518 (27,6 %) | 5502 (27,1 %) | 5039 (23,3 %) | 21.220 (29,3 %) | 19.076 (21,3 %) | 20.271 (18,4 %) | 23.846 (18,8 %) |
| Jugoslaveni                |               |               |               | 12.181 (16,8 %) | 2329 (2,6 %)    | 16.509 (15,0 %) | 12.768 (10,1 %) |
| ostali i nepoznato         | 355 (2,2 %)   | 185           | 332           | 1274 (1,8 %)    | 1748 (2,0 %)    | 2423 (2,2 %)    | 3121 (2,5 %)    |
| ukupno                     | 16.392        | 20.295        | 21.606        | 72.453          | 89.580          | 110.377         | 126.628         |

#### Mostar (naseljeno mjesto)
| Mostar             |                  |                  |                  |
| godina popisa      | 1991.            | 1981.            | 1971.            |
| Muslimani          | 25.929 (34,17 %) | 18.414 (29,03 %) | 19.244 (40,25 %) |
| Hrvati             | 21.795 (28,72 %) | 17.621 (27,78 %) | 14.448 (30,22 %) |
| Srbi               | 14.142 (18,64 %) | 11.353 (17,89 %) | 10.450 (21,86 %) |
| Jugoslaveni        | 11.555 (15,23 %) | 14.732 (23,22 %) | 2172 (4,54 %)    |
| ostali i nepoznato | 2444 (3,22 %)    | 1307 (2,06 %)    | 1488 (3,11 %)    |
| ukupno             | 75.865           | 63.427           | 47.802           |

### Popis 2013.
| Stanovništvo Grada Mostara |                  |
| godina popisa              | 2013.            |
| Hrvati                     | 51.216 (48,41 %) |
| Bošnjaci                   | 46.752 (44,19 %) |
| Srbi                       | 4421 (4,18 %)    |
| ostali i nepoznato         | 3408 (3,22 %)    |
| ukupno                     | 105.797          |

| Mostar – naseljeno mjesto |                  |
| godina popisa             | 2013.            |
| Hrvati                    | 29.475 (48,97 %) |
| Bošnjaci                  | 25.788 (42,84 %) |
| Srbi                      | 2109 (3,50 %)    |
| ostali i nepoznato        | 2823 (4,69 %)    |
| ukupno                    | 60.195           |

## Gradska uprava
Tijela Grada Mostara su: Gradonačelnik i Gradsko vijeće
Gradsko vijeće nadzire rad Gradske uprave i Gradonačelnika. Svaki vijećnik je predstavnik građana. Gradsko vijeće je jednodomno, sastavljeno od 35 vijećnika, ima predsjednika i dva zamjenika, koji ne mogu biti iz reda istih konstitutivnih naroda. Odlukom o organizaciji Gradske uprave Grada Mostara utvrđeni su temelji unutarnje organizacije, djelokrug i način rada jedinstvenog gradskog organa uprave Grada Mostara sukladno Statutu.
Odjeli Gradske uprave imaju sljedeće nazive:
- Odjel za organizaciju, pravne poslove, opću upravu, civilnu zaštitu i vatrogastvo
- Odjel za financije i nekretnine
- Odjel društvenih djelatnosti
- Odjel za urbanizam i građenje
- Odjel za gospodarstvo, komunalne i inspekcijske poslove

U Gradskoj upravi Grada Mostara ima 17 službi unutar odjela, kako slijedi:
| - Služba za opću upravu i gradska područja - Služba za organizaciju i personal - Pravna služba - Služba za proračun i financije - Služba za nekretnine - Služba za kulturu - Služba za odgoj, obrazovanje, mlade i šport | - Služba za socijalne i stambene poslove, zdravstvo, raseljene osobe i izbjeglice - Služba za zaštitu prava branitelja i njihovih obitelji - Služba za urbanističko planiranje - Služba za građevinske propise - Služba za građenje i obnovu - Služba za građenje infrastrukturnih objekata | - Služba za katastar - Služba za gospodarstvo - Služba za komunalne poslove i okoliš - Služba za inspekcijske poslove. Samostalne službe su: - Služba unutarnjeg nadzora - Stručna služba Gradskog vijeća |

Dana 5. listopada 2008. godine, održani su lokalni izbori u Bosni i Hercegovini. Izbori nisu riješili problem gradonačelnika, naime Mostar je 440 dana bio bez gradonačelnika. U tom vremenskom razdoblju, gradski vijećnici su 17 puta pokušali izabrati gradonačelnika, no bez uspjeha, a jedan od razloga toga je bio upravo nametnuti Statut. Sadašnji gradonačelnik Mostara je Mario Kordić iz Hrvatske demokratske zajednice Bosne i Hercegovine.

### Nametnuti Statut
Donošenjem novog Statuta Grada Mostara 2004. godine, Mostar je službeno ujedinjen grad. Međunarodna je zajednica nametnutim Statutom osigurala privilegirani status manjinskim Bošnjacima u vlasti, ali i mogućnost stalne prevage. Samo u Mostaru vrijedi posebni gradski Statut kakav ne vrijedi u ostalim gradovima Bosne i Hercegovine, gdje jednostavno vrijedi zakon većine – jedan birač, jedan glas. Grad Mostar je podijeljen na šest izbornih jedinica.
Tri većinske bošnjačke izborne jedinice, koje prate ratnu podjelu grada, imaju znatno manje birača nego u zapadnom većinskom hrvatskome dijelu, no ipak za sastav Gradskog vijeća daju isti broj vijećnika. To znači da u Mostaru, glas Hrvata vrijedi od tri do šest puta manje nego glas Bošnjaka. Tako je krajnje diskriminirajuće da u većinskom hrvatskom gradskome području Jugozapad 14.772 birača izaberu trojicu gradskih vijećnika, a u području Jugoistok o imenima trojice vijećnika odlučuje samo 3.808 birača.
Ustavni sud Bosne i Hercegovine zatražio je djelomičnu preinaku Statuta Mostara, koji je nametnuo bivši visoki predstavnik Paddy Ashdown 2004. te Izbornog zakona BiH, ocjenjujući ih neustavnim. Navodi se da su neustavne odredbe prema kojima se isti broj vijećnika u Gradsko vijeće Mostara bira s područja šest bivših općina, iako imaju vrlo različit broj birača, kao i činjenica da građani iz središnje upravne gradske zone ne mogu birati predstavnike za Gradsko vijeće.

### Dosadašnji gradonačelnici
Prvi gradonačelnik nakon ukidanja šest gradskih općina i proglašenja Statuta Grada Mostara je bio Ljubo Bešlić.
Od 1996. godine postojale su funkcije gradonačelnika i dogradonačelnika a obavljali su ih: Ivan Prskalo i Safet Oručević, a nakon njih Neven Tomić i Hamdija Jahić te Ljubo Bešlić i Hamdija Jahić. 
Za vrijeme ratnih zbivanja gradonačelnici su bili Safet Oručević i Mijo Brajković.
Prvi gradonačelnik Grada Mostara izabran na demokratskim izborima je Milivoj Gagro, kandidat Hrvatske demokratske zajednice,  koji je obnašao funkciju gradonačelnika od 14. studenoga 1990. godine do ratnih zbivanja 1992. godine.
vidi: Gradonačelnici Mostara kroz povijest

### Mjesne zajednice
| Područni ured Stari Grad - MZ Cernica - MZ Carina - MZ Donja Mahala - MZ Brankovac - MZ Zalik - MZ Luka I - MZ Luka II Područni ured Sjever - MZ Vrapčići - MZ Bijelo Polje - MZ Drežnica Područni ured Jugoistok - MZ Blagaj - MZ Podveležje - MZ Gnojnice | Područni ured Jugozapad - MZ Avenija - MZ Strelčevina - MZ Rondo - MZ Zahum - MZ Podhum - MZ Bijeli Brijeg I - MZ Bijeli Brijeg II - MZ Ilići - MZ Rodoč I - MZ Rodoč II - MZ Miljkovići - MZ Polog - MZ Cim | Područni ured Zapad - MZ Kralja Tomislava - MZ Raštani - MZ Orlac - MZ Zgoni - MZ Goranci - MZ Potoci - MZ Rudnik - MZ Vihovići - MZ Centar II - MZ Bogodol - MZ Vrdi - MZ Raška Gora Područni ured Jug - MZ Buna - MZ Jasenica - MZ Kruševo - MZ Slipčići - MZ Baćevići |

## Kultura

### Kulturne institucije
U Mostaru su smještene brojne kulturne ustanove:
| - Hrvatski dom Herceg Stjepan Kosača - Centar za kulturu Mostar - Omladinski kulturni centar Abrašević - Glazbeni centar Pavarotti Mostar - Hrvatsko narodno kazalište u Mostaru - Narodno pozorište Mostar - Galerija Rondo | - Mostarski teatar mladih - Lutkarsko kazalište Mostar - Pozorište lutaka Mostar - Arhiv Hercegovačko-neretvanske županije - Muzej Hercegovine - Galerija Aluminij | - Simfonijski orkestar Mostar - Narodna knjižnica HNŽ - Gradska biblioteka Mostar - Kuća Alekse Šantića - Dom kulture Blagaj - Kulturni centar Mostar Sjever |

### Kulturne udruge
U Mostaru djeluju brojne kulturne udruge:
| - Društvo hrvatskih književnika Herceg-Bosne - Hrvatsko kulturno društvo Napredak Mostar - Bošnjačka zajednica kulture Preporod - Srpsko prosvjetno i kulturno društvo Prosvjeta - Matica hrvatska Mostar | - Hrvatska glazba Mostar - Katedralni oratorijski zbor Mostar - Mostarske mažoretkinje - Umjetničko društvo Mostarske kiše | - Internacionalni ansambl igara i pjesama Etno folk - Hrvatsko kulturno-umjetničko društvo Sv. Ante Cim - Hrvatsko kulturno društvo Napredak Bijelo Polje - Kulturno-prosvjetno društvo Blagaj |

### Kulturni događaji
- Dani Matice Hrvatske – Mostarsko proljeće je značajna kulturna manifestacija za Bosnu i Hercegovinu i Hrvate u toj zemlji. Organizira je Matica hrvatska Mostar, a Mostarsko proljeće se održava svake godine tijekom proljeća pod visokim pokroviteljstvom Vlade Republike Hrvatske i Vlade Federacije BiH.
- Mostarsko ljeto je kulturna manifestacija u kojoj se ističu Šantićeve večeri poezije, Mostarski ljetni festival te Festival zborova/ansambala BiH.
- Večernjakov pečat je značajna manifestacija za Bosnu i Hercegovinu. Na toj manifestaciji su prisutni svi važniji politički i ostali dužnosnici iz BiH i Hrvatske. Početkom nove godine, Večernji list (izdanje za Bosnu i Hercegovinu) dodjeljuje nagradu za osobu godine, a osim te dodijeli se još 12 nagrada u raznim kategorijama. Čitavu manifestaciju svake godine izravno prenose državne televizije u Bosni i Hercegovini.
- Humski dani poezije su najveća hercegovačka pjesnička manifestacija književnosti na hrvatskom jeziku.
- Melodije Mostara su glazbeni festival zabavne glazbe koji se svake godine u proljeće održava u športskoj dvorani na Bijelom Brijegu, u Mostaru. Prve Melodije Mostara su održane 1995. godine i bio je to prvi hrvatski glazbeni festival zabavne glazbe u Bosni i Hercegovini.
- Festival komedije Mostarska liska, kojeg je pokrenulo Narodno pozorište u Mostaru 1991. godine je značajna kulturna manifestacija.
- Mostarski filmski festival nastao iz filmske revije Dani filma Mostar, čiji je pokretač Kazališno-filmska udruga Oktavijan koja je osnovana s ciljem da probudi zanimanje građana, ali i odgovornih, za oživljavanje filmske kulture u Mostaru. Dani filma se održavaju od 2007., a 2016. godine prerastaju u Mostarski filmski festival.
- Jesenji likovni salon je godišnja revijalna izložba Društva hrvatskih likovnih umjetnika u Federaciji Bosne i Hercegovine.
- Božićni koncerti, postali su pravo bogatstvo Mostara. Prvi organizira Hrvatska glazba Mostar, a drugi Simfonijski orkestar Mostar i Katedralni oratorijski zbor.

## Šport

### Nogomet
Najpopularniji šport u Mostaru je nogomet. Prva nogometna lopta u BiH je donesena u Mostar iz Budimpešte. Bilo je to 1903. godine, a 1905. u prostorijama HKD Hrvoje hrvatska mladež je osnovala Hrvatski športski klub Zrinjski. Zrinjski je tako postao najstariji nogometni klub u BiH. Osim Zrinjskog osnivaju se klubovi poput JŠK i Vardara, a 1922. godine osnovan je FK Velež. Već iduće godine (1923.) odigralo se prvenstvo Mostara, a pobjednik je bio Zrinjski. U Mostaru su se odigravali brojni kupovi, koje je većinom organizirao Zrinjski i prijateljske utakmice. Tijekom 1941. godine Zrinjski se uključuje u Prvu hrvatsku ligu, koja je formirana nakon što je 17. srpnja 1941. godine Nezavisna Država Hrvatska bila primljena u članstvo FIFA-e. Veležu je u razdoblju od 1941. do 1945. bio zabranjen rad.
Godine 1945. dolaskom komunista na vlast Zrinjskom je zabranjen rad, dok se Velež počeo natjecati u nogometnim natjecanjima tadašnje FNRJ, a kasnije SFRJ. Prvi put FK Velež se u Prvu saveznu ligu SFRJ plasirao u sezoni 1952./53. gdje je ostao samo jednu sezonu. Drugi put Veležu je to pošlo za rukom u sezoni 1955./56. te do 1991./92. nije ispadao u niži rang natjecanja. Velež je igrajući u Prvoj saveznoj ligi Jugoslavije postao jedan od simbola Mostara. Nikad nije osvojio titulu prvaka, a dva puta je bio drugi. Četiri puta je bio finalist Kupa Maršala Tita, od čega je dva puta bio osvajač 1981. i 1986.
Godine 1992. pitanje obnove Zrinjskog postalo je neodgodivim za športske interese mostarskih Hrvata. Velež tada ostaje bez velike igračke osnovice, što se odrazilo i na njegove rezultate u nogometnom prvenstvu BiH, te od tad ne predstavlja onako snažni klub, kao što je nekada bio, dok je Zrinjski postao jedan od najjačih bosanskohercegovačkih klubova. Od sezone 2003./04. pa do 2006./07. sezone FK Velež je igrao u drugoj ligi, a 2005. godine prvi put u povijesti grada na Neretvi, na svoju stotu obljetnicu postojanja Zrinjski donosi titulu prvaka države. Zrinjski je osvaja Kup Bosne i Hercegovine u sezoni 2007./2008., a sezonu poslije po drugi put postaje prvak Bosne i Hercegovine. Tako je Zrinjski postao najbolji športski kolektiv u povijesti grada Mostara. Zrinjski je ponovno postao prvak BiH u sezoni 2013./2014.
Dva najjača mostarska kluba igraju Gradski derbi koji za Mostar znači mnogo više od nogometa. Ratne rane iz Bošnjačko-hrvatskog sukoba još nisu zacijelile i to je jedan od razloga zašto je ovaj derbi popraćen neredima i nasiljem, stoga mediji pokazuju veliko zanimanje za njega.
Od klubova koji igraju u nižim rangovima natjecanja tu su: HNK Branitelj i FK Bjelopoljac koji igraju u Drugoj ligi FBiH, te HNK Bjelopoljac, HNK Buna, NK Cim, FK Blagaj i HNK Jasenica koji igraju u županijskoj ligi HNŽ-a.
Od malonogometnih klubova, postoji MNK Karaka koja je nekoliko puta bila prvak Bosne i Hercegovine u malom nogometu, a Mostarske kiše su u bivšoj Jugoslaviji bila najuspješnija momčad u malom nogometu, a danas igraju u nižim ligama.

### Ostali športovi
Športski savez Grada Mostara u svome članstvu ima 106 športskih klubova, 24 osnovne i 19 srednjih škola, s oko 15 tisuća mladih športaša, redovito organizira športska natjecanja koja se održavaju na razini škola u deset športova. Športski savez svake godine dodjeljuje nagrade za najbolje športaše. Klubovi ostalih športova u Mostaru većinom su se osnivali u ratu ili nakon njega. Od ostalih športova u Mostaru najviše treba istaknuti košarku i rukomet.
Od košarkaških klubova, na području Mostara postoje:
- HKK Zrinjski Mostar, osnovan 1992. Natječe se u Košarkaškom prvenstvu Bosne i Hercegovine.
- ŽKK Zrinjski Mostar, osnovan 1995. Natječe se u Košarkaškom prvenstvu Bosne i Hercegovine za košarkašice.
- SKK Student Mostar, osnovan 2012. Natječe se u Prvoj košarkaškoj ligi BiH.
- VKK Mostar, osnovan 2011., začetnik organizirane veteranske košarke u BiH
- Ostali mostarski košarkaški klubovi se natječu u nižim ligama, a to su: KK Koš, KK Velež, OKK Mostar, OKK Mostar '05. i KK Spars.[76]

Od rukometnih klubova, na području Mostara postoje:
- HMRK Zrinjski Mostar. Natječe se u Rukometnoj Premijer ligi Bosne i Hercegovine.
- HŽRK Zrinjski Mostar. Višestruke prvakinje Bosne i Hercegovine u rukometu i danas se natječu u Rukometnoj Premijer ligi BiH za rukometašice.
- HRK Katarina. Ženski rukometni klub koji je jednom osvojio rukometni kup Bosne i Hercegovine. Rukometašice Katarine plasirale su se u osminu finala Kupa kupova i tako postigle najveći športski uspjeh u gradu Mostaru od rata.
- HRK Kosača Mostar je bosanskohercegovački rukometni klub iz Mostara.
- Ostali mostarski rukometni klubovi se natječu u nižim ligama, a to su: RK Velež, RK Lokomotiva i ŽRK Galeb.[76]

Osim košarke i rukometa, u Mostaru se igraju i brojni drugi športovi: plivanje, stolni tenis, tenis, džudo, boks, šah, kuglanje, boćanje i dr. Postoje mnogi klubovi i športska udruženja koja se natječu u nižim rangovima natjecanja. Borilački športovi su dosta popularni u Mostaru. U gradu egzistira 15 klubova borilačkih vještina, a valja istaknuti i tenis. Teniski klub Mostar svake godine u Mostaru organizira HT Eronet Mostar Futures Open, najjači teniski turnir u BiH. Od 2011. godine djeluje Ragbi klub Herceg, a 2012. godine, prvi put nakon 30 godina, u Mostaru je odigrana ragbijaška utakmica. Od 1995. održava se Međunarodni božićni malonogometni turnir HVIDRA Mostar. Na judo turniru Borsa Open (2010.-2019., 2021.-) sudjelovalo je više od 1000 natjecatelja iz više od 20 država. Od 2010. održava se Streetball Tournament Mostar, koji je u FIBA-inom kalendaru.
Pored nogometa u Mostaru najpoznatiji je ekstremni šport - skokovi sa Starog mosta u Neretvu. Natjecanje u skokovima s mosta se organizira tradicinalno svake godine sredinom ljeta (krajem srpnja) pod nazivom Ikari, a skokove organizira Klub skakača u rijeku Neretvu Mostari. Do 2025. godine u Mostaru se ovo natjecanje organiziralo 459 puta. Važnost ovog natjecanja pokazuje i to da natjecanje obavezno prenosi državna televizija ili neka od najjačih komercijalnih televizija u zemlji, a ovi skokovi slove za jedne od najvažnijih športskih događaja bosanskohercegovačke današnjice. Red Bull Cliff Diving World Series od 2015. ima Mostar u kalendaru.

### Športski objekti i igrališta
Iako u njemu djeluju brojna športska udruženja i klubovi, Mostar nema baš adekvatne uvjete za bavljenje športom i rekreacijom. Prije svega, gradu najviše nedostaju: športski tereni i igrališta, dvorane i bazeni. Mostar je trenutno jedini grad u Hercegovini pa i šire, koji nema adekvatnu športsku dvoranu. Nasuprot tome, sva manja obližnja mjesta imaju športske dvorane, i to čak sa svim potrebnim uvjetima. Grad je podijeljen pa je i mostarska športska zajednica podijeljena. Hrvati imaju svoje klubove i udruženja, a Bošnjaci svoje.
U zapadnom dijelu grada su smješteni:
- Stadion HŠK Zrinjski na kojem svoje domaće utakmice igra jedan od najjačih bosanskohercegovačkih nogometnih klubova, HŠK Zrinjski Mostar. To je višenamjenski stadion koji je izgrađen 1971. godine. Ima atletsku stazu i rasvjetu, tako da se na njemu mogu igrati i noćne utakmice. Stadion može primiti 25.000 gledatelja i to je drugi stadion po kapacitetu gledališta u BiH. Stadion ima dvije tribine zapadnu (gornju i donju) i istočnu (Stajanje).
- Kulturno-športski centar grada Mostara koji se nalazi u mostarskom urbanom naselju Centar 2, počeo se graditi još tijekom 1980-ih godina, kada su urađeni početni radovi u kojima je napravljena konstrukcija dvorane. Od tog trenutka na dvorani nije urađeno apsolutno ništa te je ona godinama u središtu grada stajala prazna, a u međuvremenu služi jedino kao okupljalište narkomana, beskućnika i alkoholičara. Na štetu građana Mostara i njegovih športaša, športska dvorana je zarasla u korov i kupinu, čineći time pravo ruglo od grada. U veljači 2008. uklonjen je kostur stare dvorane, a počeo se graditi novi suvremeni kulturno-športski centar. U novom centru, pored športske dvorane, naći će se disco klub, restoran, fitness centar, multipleks kino i podzemna garaža sa 750 mjesta za parkiranje automobila.
- Gradska športska dvorana Bijeli Brijeg se nalazi u sklopu Osnovne škole S.S. Kranjčevića na Bijelom Brijegu, jednom mostarskom urbanom naselju. Dvorana je izgrađena u doba bivše Jugoslavije. Prima oko 1000 gledatelja. U njoj svoje domaće utakmice igraju hrvatski košarkaški, rukometni, odbojkaški i malonogometni klubovi iz Mostara. U dvorani se svake godine održavaju brojni športski turniri i koncerti.
- Kulturno-športski centar Kantarevac je otvoreno igralište s betonskom podlogom. Na njemu se igraju brojni malonogometni i rukometni turniri, a Kantarevac služi i za trening športskim klubovima iz zapadnog dijela grada. Na njemu su nastupali brojni poznati glazbenici iz regije.
- Trim staza ili Trimuša je staza za rekreaciju. Izgrađena je u doba bivše Jugoslavije, a nakon rata u BiH postala je okupljalište narkomana, beskućnika i pijanaca. Grad Mostar je potpisao ugovor prema kojemu je Trimuša uspješno obnovljena i revitalizirana.
- Karting klub su tereni s umjetnom travom. Izgrađeni su u novije vrijeme, nakon 2006. godine. Smješteni su unutar poligona za vožnju, u neposrednoj blizini Zapadnog kolodvora i Studentskog centra. Služe za igranje malog nogometa, ali i za treninge športskih klubova iz zapadnog dijela grada.
- Teniski centar su teniski tereni na kojima igraju tenisači TK Mostar. TK Mostar svake godine organizira HT Eronet Mostar Futures Open, teniski turnir.
- Gradski bazen Mostar je otvoreni bazen koji ljeti služi za rashlađivanje Mostaraca u pakleno vrućim ljetima. Izgrađen je u doba bivše Jugoslavije, kada je imao i skakonicu, koja je poslije rata uklonjena. Uz bazen (dug 50 m), nalaze se još noćni klub Daleka obala, restoran, kafić i jedan manji bazen.
- Stolnoteniska dvorana se nalazi u sklopu OŠ Ivana Gundulića u naselju Rudnik. Izgrađena u ožujku 2008. godine i opremljena je najmodernijom opremom.

U istočnom dijelu grada su smješteni:
- Dvorana u Kampusu Univerziteta Džemal Bijedić (bivša vojarna JNA Sjeverni logor), je dvorana u kojoj svoje domaće utakmice igraju bošnjački rukometni i košarkaški klubovi iz Mostara, također služi za treninge.
- Egipatska dvorana je dvorana izgrađena u bivšoj vojarni JNA Južni logor. Izgrađena je nakon rata donacijama Arapske Republike Egipat. Služi za treninge klubovima iz istočnog dijela grada Mostara.
- Izvan istočnog dijela grada, u naselju Vrapčići je smješten Stadion Rođeni. Na tom stadionu svoje domaće nogometne utakmice igra FK Velež, a stadion može primiti do 7000 gledatelja. Ovaj stadion je alternativno rješenje za spor koji se dugo vremena vodi između FK Veleža i gradskih vlasti. Ugovorom između Zrinjskog i bivše općine Mostar-Jugozapad, Stadion pod Bijelim Brijegom je predat na korištenje Zrinjskom na 110 godina.

Osim navedenih, važnijih športskih objekata, u oba dijela grada su smješteni i ostali športski objekti poput školskih dvorana i igrališta, natkrivenih igrališta s umjetnom travom i dr.

## Obrazovanje

### Osnovne škole
U Mostaru su smještene 24 osnovne škole.
| - Osnovna škola Antuna Branka Šimića - Osnovna škola Ilići - Osnovna škola Mustafa Ejubović – Šejh Jujo - Treća osnovna škola - Četvrta osnovna škola - Osnovna škola Ivana Gundulića - Šesta osnovna škola - Sedma osnovna škola - Osnovna škola Silvija Strahimira Kranjčevića | - Osnovna škola Cim - Osnovna škola Bartola Kašića - Osnovna škola Petra Bakule - Osnovna škola Zalik - Osnovna škola Vrapčići - Osnovna škola Bijelo Polje - Osnovna škola Gnojnice - Osnovna škola Drežnica - Osnovna škola Blagaj | - Osnovna škola Omer Maksumić - Osnovna škola Ilije Jakovljevića - Osnovna škola Marina Držića - Osnovna škola Kruševo - Centar za djecu i omladinu s posebnim potrebama Los Rosales - Osnovna škola za djecu s posebnim potrebama |

### Srednje škole
U Mostaru je smješteno 19 srednjih škola, od toga 3 gimnazije, 13 strukovnih i 3 umjetničke škole.
| - Srednja medicinska škola - Srednja elektrotehnička škola - Srednja tekstilna i poljoprivredna škola - Srednja mašinsko-saobraćajna škola - Gimnazija fra Grge Martića - Gimnazija Mostar - Srednja medicinska škola Sestara milosrdnica | - Srednja škola likovnih umjetnosti Gabrijela Jurkića - Srednja strojarska škola Fausta Vrančića - Srednja građevinska škola Jurja Dalmatinca - Srednja turističko-ugostiteljska škola - Srednja prometna škola - Srednja elektrotehnička škola Ruđera Boškovića | - Srednja ekonomska škola Joze Martinovića - Srednja građevinska škola - Srednja ekonomska i turističko-ugostiteljska škola - Druga Gimnazija - Glazbena škola Ivana pl. Zajca - Muzička škola I. i II. stupnja |

Od gimnazija, osobito se ističu Gimnazija Mostar (Gimnazija Mostar), jedna od najstarijih u Bosni i Hercegovini, osnovana 1893., i Gimnazija fra Grge Martića (Gimnazija fra Grge Martića Mostar  Arhivirana inačica izvorne stranice od 12. kolovoza 2010. (Wayback Machine)), osnovana 1974. Ove škole postižu zapažene rezultate na raznim natjecanjima na općinskoj, županijskoj i državnoj razini. Maturanti ovih gimnazija se bez poteškoća upisuju na najbolje fakultete u regiji.

### Sveučilišta
U Mostaru je smješteno Sveučilište u Mostaru, jedino hrvatsko sveučilište izvan Hrvatske. Nastava se odvija na hrvatskom jeziku. Sveučilište u Mostaru ima dugu prošlost. Njegova je prethodnica franjevačka teologija, prva visoka škola u Mostaru i Hercegovini, utemeljena 1895. godine. Sredinom XX. stoljeća u Mostaru je osnovana Viša pedagoška škola, a potom i Visoka tehnička škola strojarske struke. One su bile zametci današnjega sveučilišta.
Mostar je 1977. postao samostalno visokoučilišno središte s više fakulteta i viših škola odvajajući se od Univerziteta u Sarajevu i osnivajući Sveučilište Džemal Bijedić. Usprkos značajnim razaranjima sveučilišnih objekata i općoj pogibelji za studente i nastavnike, Sveučilište nije prekidalo svoje aktivnosti tijekom čitavoga rata (1992. – 1995.). Sredinom devedesetih dolazi do otvaranja novih fakulteta i znanstveno-istraživačkih instituta. U sastavu Sveučilišta u Mostaru djeluju:
| - Agronomski i prehrambeno-tehnološki fakultet - Ekonomski fakultet - Filozofski fakultet - Fakultet prirodoslovno-matematičkih i odgojnih znanosti | - Fakultet strojarstva, računarstva i elektrotehnike - Fakultet građevinarstva, arhitekture i geodezije - Medicinski fakultet - Farmaceutski fakultet | - Fakultet zdravstvenih studija - Pravni fakultet - Akademija likovnih umjetnosti |

Osim hrvatskog sveučilišta postoji i Sveučilište "Džemal Bijedić" u Mostaru, koje nastavu izvodi na bošnjačkom jeziku. U školskoj 2014./2015. godini u Mostaru je studiralo 14.247 studenata, od čega 10.712 na Sveučištu u Mostaru, 2.522 na Sveučilištu "Džemal Bijedić" i 1013 na privatnim visokoškolskim ustanovama, također na hrvatskom jeziku (Visoka škola "Logos centar" Mostar, Fakultet za menadžment resursa CKM, Fakultet međunarodnih odnosa i diplomacije). Sveučilište u Mostaru je treće najveće sveučilište u državi po broju studenata (nakon sarajevskog i banjolučkog), a 17 % studenata dolazi iz susjedne Hrvatske.

## Gospodarstvo
Gospodarski razvoj Mostara počinje još u Austro-Ugarskoj kada kroz zapadni dio Mostara prolazi tadašnja uskotračna pruga Sarajevo-Mostar-Ploče. U bivšoj Jugoslaviji grad se sve više razvija. Grade se velike tvornice (Aluminijski kombinat, Soko, Hepok kasnije Apro, Mostarska vinarija, Tvornica duhana Mostar, hidroelektrane na Neretvi, Unis, Tvornica prediva i pamuka Đuro Salaj, Rudnik mrkog ugljena, Žitopromet itd.) koje zapošljavaju velik broj radnika. Mostar postaje gospodarsko središte Hercegovine. Željeznička pruga, sada normalnog kolosijeka se premješta u istočni dio grada, a sve se više razvija i širi zapadni dio grada. U zapadnom dijelu grada prave se nove gospodarske i stambene zgrade, robne kuće, škole i bolnice. Glavnu ulogu u izgradnji Mostara su imala velika građevinska poduzeća s područja Mostara: Vranica i Hercegovina. U mostarskim ugljenim bazenima postoje naslage ugljena.
Prerađivao se duhan, razvijeno je bilo vinogradarstvo (žilavka, blatina) i voćarstvo (trešnja, breskva i dr.), obojena metalurgija (aluminij), tekstilna industrija s predionicom pamuka, prehrambena (konzerviranje voća i povrća), metalna i drvna industrija, proizvodnja građevnoga materijala, hortikultura. Industrija je teško stradala u ratu. Mostar je i danas gospodarsko središte Hercegovine. Brojne tvrtke iz doba bivše Jugoslavije (Tvornica duhana Mostar, Soko, Tvornica prediva i pamuka Đuro Salaj, Unis, Rudnik mrkog uglja i Žitopromet) su propale, a neke su u stečaju ili slabo posluju (Hepok, Mostarska vinarija).
Jedina tvrtka iz doba bivše Jugoslavije, koja i danas dobro posluje je Aluminij (Aluminijski kombinat). Aluminij je danas najjača bosanskohercegovačka tvrtka i najveći bosanskohercegovački izvoznik. Tvrtka svake godine ruši rekorde u broju proizvedenog aluminija i aluminijskih legura, a posluje i surađuje s vodećim svjetskim korporacijama kao što su Daimler Chrysler i PSA. Tvrtku drže bosanskohercegovački Hrvati, a značajan udjel u njoj ima i Hrvatska te šibenski TLM.
U Mostaru je sjedište Hrvatskih telekomunikacija Mostar, operatera fiksne i mobilne telefonije u Bosni i Hercegovini, Hrvatske pošte Mostar, jedne od tri javne poštanske administracije u Bosni i Hercegovini i Elektroprivrede Hrvatske zajednice Herceg Bosne, jedne od tri nacionalne elektroenergetske tvrtke u Bosni i Hercegovini. Razvijen je i turizam, pogotovo nakon što je stara gradska jezgra primljena na listu UNESCO-a.
U Mostaru se svake godine održava Međunarodni sajam gospodarstva Mostar, po broju izlagača i posjetitelja, svakako najuspješnija sajamska izložba u Bosni i Hercegovini. Prvi sajam je održan 1997. godine. Sajam se sastoji od nekoliko manjih izložbi: Sajma gospodarstva, Sajma vina, Sajma knjige i Gastro dana.

## Promet
Mostar je važno prometno čvorište. Kroz Mostar prolazi magistralna cesta M17 (međunarodni naziv E73), najvažnija prometnica u BiH koja povezuje luku Ploče i Metković s Mostarom i Sarajevom i željeznička pruga Ploče – Mostar – Sarajevo, također jedna od najvažnijih željezničkih pruga u BiH. U samom gradu su smještena dva autobusna kolodvora i jedna željeznička stanica. U Ortiješu, južnom predgrađu Mostara, nalazi se Zračna luka Mostar. Održava se linija Pescara-Mostar, važna zbog turizma.
Javni gradski promet u doba bivše Jugoslavije je obavljalo poduzeće Autoprijevoz, a danas to obavlja tvrtka Mostar bus koja radi pod Gradskom upravom. Mostar bus je prepoznatljiv po svojim žutim autobusima koje je dobio kao donaciju od Japana. Međunarodni cestovni promet obavljaju tvrtke Globtour iz Međugorja, Autoherc iz Gruda, Centrotrans iz Sarajeva te mostarski Autoprijevoz i dr.

## Gradovi prijatelji
Mostar ima uspostavljenu prijateljsku suradnju sa sljedećim gradovima:
- Amman, Jordan
- Arsoli, Italija
- Bassano del Grappa, Italija
- Heidelberg, Njemačka
- Izmir, Turska
- Kapošvar, Mađarska
- Kayseri, Turska
- Orkdal, Norveška
- Kragujevac, Srbija
- Millau, Francuska
- Montegrotto Terme, Italija
- Split, Hrvatska
- Tutin, Srbija
- Vejle, Danska
- Vukovar, Hrvatska
- Yinchuan, Kina

## Spomenici i znamenitosti
- Stari grad – povijesna četvrt grada sa Starim mostom i nizom ostalih sadržaja iz bogate povijesti grada. Osim Starog mosta, u starom dijelu Mostara se nalaze i druge važne znamenitosti, poput Krive ćuprije, kula oko Starog mosta, Tabhane, ulice Kujundžiluk, hotela Ruže i mnogih drugih. Upravo je hotel Ruža razlog zbog čega je Mostaru prijetilo skidanje s popisa svjetske baštine. Investitor će morati ukloniti 1072 kvadrata hotela Ruže, i to na lamelama A i B te krova na hotelskom bazenu, kako bi se hotel Ruža uskladio s ambijentom stare jezgre grada.
- Karađoz-begova džamija – najstarija i najljepša džamija u Hercegovini.
- Bišćevića sokak – ulica s poznatom kućom iz osmanlijskog razdoblja (Bišćevića kuća).
- Povijesno naselje Brankovac, s kućama i avlijama (dvorištima) starih mostarskih obitelji, građeno u osmanlijskom stilu.
- Mostar je poznat po svojim mostovima, osim Starog mosta u urbanoj zoni grada nalaze se još: Most Musala (1882.), Lučki Most (1913.) i Carinski Most (1917.), izgrađeni u austro-ugarsko doba, a nekoliko puta su bili srušeni te novije izgrađeni Most Bunur (1998.) i Novi Most (2018.) koji je nedavno dovršen.
- Crkva svetog Petra i Pavla – franjevačka crkva, s najvišim zvonikom u Bosni i Hercegovini. Teško je stradala u posljednjem ratu, ali je ponovno izgrađena.
- Katedrala Marije Majke Crkve – katedralna crkva mostarsko-duvanjskoga biskupa odnosno crkva matica Mostarsko-duvanjske biskupije.
- Saborna crkva u Mostaru – prije rata slovila je za jedan od najljepših pravoslavnih hramova na ovom dijelu Balkana. Crkva, kao posljednje srpsko uporište u gradu je teško stradala u ratu, a uskoro bi trebala završiti njezina obnova.[86]
- Španjolski trg – središnji gradski trg. Na njemu se nalazi Gimnazija Mostar, jedna od najljepših građevina iz austro-ugarskog perioda i Hrvatsko narodno kazalište koje je još u izgradnji. Trg je u posljednjem ratu bio crta razgraničenja između Hrvata i Bošnjaka, a i danas su česti incidenti na njemu. Grad Mostar odlučio je 12. listopada 1995. godine dati glavnom gradskom trgu ime Španjolski trg, u spomen na 21 poginulog španjolskog vojnika pri UNPROFOR-u u ratu u Bosni i Hercegovini.
- Trg hrvatskih velikana (Rondo) – glavni trg u zapadnom dijelu grada. Izgrađen je u austro-ugarsko doba, a s kružnog toka trga nastavlja se 6 aleja. Na Trgu hrvatskih velikana se nalazi Hrvatski dom Herceg Stjepan Kosača, izuzetno važan za održavanje kulturnih i drugih manifestacija u gradu Mostaru i Stambeno-prodajni centar Rondo, jedan od najvećih trgovačkih centara u urbanoj zoni Mostara.
- Trg Musala – glavni trg u istočnom dijelu grada. Izgrađen je u austro-ugarsko doba. U neposrednoj blizini trga Musale, nalazi se hotel Neretva, jedna od najljepših građevina iz austro-ugarskog perioda koja je teško stradala u posljednjem ratu. U tijeku je obnova toga hotela.
- Gradski park Zrinjevac – središnji gradski park u Mostaru. Nalazi se između Trga hrvatskih velikana i Španjolskog trga. 2007. godine park je u potpunosti revitaliziran i obnovljen i danas je to omiljeno mjesto za šetnju i odmor Mostaraca.
- Katolički križ na brdu Hum iznad Mostara, zvan Milenijski križ. Visok je 33 metra, a izgrađen je kao simbol jubileja dvije tisuće godina kršćanstva, ali i simbol patnji i stradanja kroz koja je ovaj grad prošao u svojoj novijoj povijesti. Križ je vidljiv iz svakog dijela grada Mostara, kao i iz južnih predgrađa Mostara.
- Prije rata jedan od simbola grada na Neretvi je bilo Partizansko groblje. To spomen-groblje je izgrađeno u doba bivše Jugoslavije, u čast svim Mostarcima poginulim u NOB-u. Nažalost, sagrađeno je 1960-ih na mjestu masovne grobnice nepodobnih građana koje su partizani pobili krajem Drugog svjetskog rata. Danas je groblje petkom i vikendom okupljalište razuzdane mladeži, a ponekad i narkomana. Mnogi spomenici su uništeni, a brojni su išarani. 2006. godine groblje je proglašeno nacionalnim spomenikom, a sredinom 2008. godine počela je njegova obnova.

### Galerija
- Crkva sv. Petra i Pavla, s najvišim zvonikom u Bosni i Hercegovini
- Križ na brdu Hum, visok 33 metra
- Stari most s kulama: Tarom, Helebijom i Hercegušom
- Stari most, slika iz 1900.
- Stara mostarska tržnica, period 1890. – 1900.
- Mostarci početkom XX. stoljeća
- Stari dio grada Mostara
- Kriva ćuprija na Radobolji, desnoj pritoci Neretve
- Ulica Kujundžiluk sa starim kujundžijskim radnjama
- Carinski most, izgrađen 1917.
- Hotel Neretva i most Musala, period 1890. – 1900.
- Stari most i Saborna crkva, period 1890. – 1900.
- Hrvatski dom Herceg Stjepan Kosača
- Gradski park Zrinjevac i Staklena banka u pozadini
- Gimnazija Mostar

### Mostarski parkovi
Mostar je nekada obilovao zelenim površinama. Godine 1968. bilo je izgrađeno 6 parkova na ukupnoj površini od 43255 m2, a u njima je bilo 2919 m2 cvijeća. Nije bilo mnogo parkova, ali su bili održavani. Cvijeća i drugog zelenila bilo je posvuda. Prijeratni fond zelenih površina bio je 486 369 m2, a čega cvjetnjaka zasađenih na 5041 m2. Mostar je bio na proljeće poznat po baščama i beharu. Razvoj grada i urbanizacija oduzele su gradu zelene površine, pa su preostale bašče zapuštene i u fazi degradacije. Od cvjetnjaka danas su samo tragovi. Drvoredi su 2004. bili u iznimno lošem stanju. U drvoredima su pojedina stogodišnja stabla odumirala ponajviše zbog neodgovarajuće i zakašnjele sanacije manjih oštećenja, neadekvatne zaštite od štetnika, neprimjerene sječe velikih grana radi regulacije prometa, prekomjerna povećanja asfaltnih površina unutar drvoreda preko 95 posto, mehaničkih oštećenja kore debla uzrokovane prometalima, površinskih ili dubljih zasjekotina. Drvorede ne pilaju stručne osobe, česta je nestručna rezidba. Gradnja objekata u gradu je na štetu zelenih površina. Podignuti su i razni bespravni objekti, na djelu je devastacija parkova i grad se maćehinski odnosi. Na nekadašnjih šest parkova rastu same zgrade. Park Zrinjevac donekle je saniran.

## Vanjske poveznice
- Vodič: Mostar na Wikivoyageu
- Grad Mostar  Arhivirana inačica izvorne stranice od 21. rujna 2020. (Wayback Machine) službene stranice
- Grad Mostar turistički portal
- OpenStreetMap karta grada
- Vlada  Arhivirana inačica izvorne stranice od 16. travnja 2008. (Wayback Machine) Hercegovačko-neretvanske županije
- Turistička zajednica HNŽ  Arhivirana inačica izvorne stranice od 15. travnja 2008. (Wayback Machine) službene stranice